# Kicker (poker)
 (signalé en juillet 2025).
Si vous disposez d'ouvrages ou d'articles de référence ou si vous connaissez des sites web de qualité traitant du thème abordé ici, merci de compléter l'article en donnant les références utiles à sa vérifiabilité et en les liant à la section « Notes et références ».
- Archive Wikiwix
- Bing
- Cairn
- DuckDuckGo
- E. Universalis
- Gallica
- Google
- G. Books
- G. News
- G. Scholar
- Persée
- Qwant
- (zh) Baidu
- (ru) Yandex
- (wd) trouver des œuvres sur Wikidata

Pour les articles homonymes, voir Kicker.
Lors de l'abattage des cartes au poker, il arrive que certains joueurs se trouvent avec une main de niveau équivalent. Pour déterminer le vainqueur de ce coup, on compare lorsque cela est possible les cartes restantes.
On appelle alors kicker ou kicker card (ou plus rarement carte de départage) la carte la plus haute qui fait la différence entre deux mains de niveau équivalent. 
Si le kicker n'existe pas, le pot est également réparti entre les joueurs qui présentent des mains de force équivalente.
| Roi-Roi-Valet-Huit-Cinq |

| Roi-Roi-Valet-Sept-Six |

Les deux joueurs présentent des mains équivalentes puisqu'il y a une paire de rois des deux côtés. On compare alors les autres cartes (de la plus haute à la plus faible). Un valet chez chacun des joueurs ne nous donne aucune nouvelle information. Par contre un joueur possède un kicker huit, tandis que l'autre n'a qu'un sept. Le huit battant le sept, la première main l'emporte donc grâce à son kicker huit.